# Irene Taylor
Irene Isabel Taylor, född den 16 augusti 1906 i Cape Girardeau County i Missouri, död den 24 juni 1988 i Dallas, var en amerikansk sångerska. Hon var gift med sångaren och orkesterledaren Seger Ellis.

## Biografi
Taylor växte huvudsakligen upp hos sina morföräldrar i Muskogee, Oklahoma, men förefaller ha börjat sin musikaliska karriär i Texas. Här begick hon i oktober 1925 sin skivdebut i form av två sidor för Okeh inspelade i Dallas med ackompanjemang av Jack Gardners orkester. Hon var därefter sångerska i ett annat sydstatsbaserat band, Louisiana Ramblers, innan hon begav sig norrut till New York.
I New York gjorde Taylor 1928 en av sina mest kända och återutgivna inspelningar: "Mississippi Mud" (Victor 21274) med Paul Whitemans orkester. På skivan medverkar, utöver Taylor, bland annat den berömde kornettisten Bix Beiderbecke och Whitemans vokalgrupp "The Rhythm Boys" inkluderande en ung Bing Crosby. Taylor var härvid den första kvinnliga vokalisten någonsin att medverka på en skivinspelning med Whitemans orkester. Whiteman skulle senare under 1930-talet åter anlita Taylor, detta sedan hans dåvarande sångerska Mildred Bailey lämnat orkestern efter ett bråk om sin lön. På skiva resulterade detta senare samarbete mellan Taylor och Whiteman i en handfull nya inspelningar 1932, av vilka "Willow Weep for Me" (Victor 24187) blev en stor framgång med en andraplacering på den amerikanska topplistan. Detta var den andra inspelningen någonsin av denna blivande jazzstandard komponerad av Ann Ronell.
Annars verkade Taylor under 1930-talet främst som inom radio (hon medverkade bland annat regelbundet i Bing Crosbys radioprogram) och hade sin huvudsakliga bas i Chicago. Hon gjorde dock även ett fåtal skivinspelningar under eget namn, först för Victor (vilka dock aldrig utgavs) och senare för Vocalion, framträdde på Broadway och medverkade i Listening In, en kortfilm för Vitaphone (1934) där hon sjöng "I Ain't Lazy, I'm Just Dreamin'".
Troligen någon gång under 1930-talet gifte Taylor sig med sångaren, pianisten och orkesterledaren Seger Ellis och medverkade därefter på ett flertal inspelningar med dennes orkester under sent 1930-tal och tidigt 1940-tal. Paret skildes dock någon gång under andra världskriget och Taylor gifte om sig med William T. Gillett, en affärsman i restaurangbranschen.
Taylors aktiva karriär som sångerska upphörde i praktiken 1944 då en sjukdom angrep hennes röst och gjorde det närmast omöjligt för henne att ens tala under ett års tid.

## Diskografi i eget namn
| Inspelningsdatum & -plats | Titel                              | Upphovsmän        | Utgåva            | Kommentar                                 |
| ------------------------- | ---------------------------------- | ----------------- | ----------------- | ----------------------------------------- |
| 1925-10-18 (c:a) i Dallas | I Did Wanta, but I Don't Wanta Now | Gardner           | Okeh 40527        | Ackompanjerad av Jack Gardner's Orchestra |
| 1925-10-18 (c:a) i Dallas | I Ain't Thinkin' 'bout You         | Gardner           | Okeh 40527        | Ackompanjerad av Jack Gardner's Orchestra |
| 1928-07-20 i Chicago      | My Castle in the Clouds            | –                 | Victor (outgiven) | Ackompanjerad av okänd kvintett           |
| 1928-07-20 i Chicago      | I Must Have That Man               | –                 | Victor (outgiven) | Ackompanjerad av okänd kvintett           |
| 1933-07-12                | Shadows on the Swanee              | Young-Burke-Spina | Vocalion 25003    | Okänt ackompanjemang                      |
| 1933-07-12                | Don't Blame Me                     | –                 | Vocalion 25003    | Okänt ackompanjemang                      |
| 1933-11-16                | Give Me Liberty or Give Me Love    | -                 | Vocalion 2596     | Okänt ackompanjemang                      |
| 1933-11-16                | Everything I Have is Yours         | –                 | Vocalion 2597     | Okänt ackompanjemang                      |
| 1933-11-16                | That Dallas Man                    | -                 | Vocalion 2596     | Okänt ackompanjemang                      |
| 1933-11-16                | No More Love                       | –                 | Vocalion 2597     | Okänt ackompanjemang                      |